# Thorbjørn Svenssen
Thorbjørn Svenssen   (Sandefjord, 22 d'abril de 1924 - Sandefjord, 8 de gener de 2011) fou un futbolista noruec de la dècada de 1950.
Fou 104 cops internacional amb la selecció noruega amb la qual participà en els Jocs Olímpics d'Estiu de 1952.
Pel que fa a clubs, defensà els colors de Sandefjord.